# James Cowan (calciatore)
James Cowan (Alexandria, 17 ottobre 1868 – Londra, 12 dicembre 1918) è stato un calciatore e allenatore di calcio scozzese, di ruolo difensore.

## Carriera

### Giocatore
Ha ottenuto più di 350 presenze con la maglia dell'Aston Villa.

## Palmarès

### Giocatore

#### Competizioni nazionali
- Campionato inglese: 5

Aston Villa: 1893-1894, 1895-1896, 1896-1897, 1898-1899, 1899-1900
- Coppa d'Inghilterra: 3

Aston Villa: 1894-1895, 1896-1897, 1904-1905

#### Competizioni regionali
- Birmingham Senior Cup: 6

Aston Villa: 1888, 1889, 1890, 1891, 1896, 1899

### Allenatore

#### Competizioni nazionali
- Southern League: 2

QPR: 1908, 1912